# Kraš
Kraš è un'azienda  croata produttrice di dolciumi con sede a Zagabria.

## Storia
L'origine di questa azienda risale alle fabbriche della ditta Union, prima produttrice industriale di dolciumi con cioccolato in zona Balcanica, fondata a Zagabria nel 1911 da Julio König e  Slavaljub Deutsch: König era un ebreo nato in territorio ceco che aveva esperienza di gastronomia e Deutsch era un ebreo croato poi ucciso nel campo di concentramento di Auschwitz. Nel 1913 la Union ottenne il titolo di fornitore della corte reale di Vienna e Budapest.

Nel 1950 avvenne la fusione di varie piccole industrie dolciarie locali e di  Union con la società Bizjak, produttrice di fette biscottate, biscotti e wafer: tale fusione fu imposta dallo Stato comunista della Repubblica Socialista Federale di Jugoslavia quindi la fabbrica era gestita dallo Stato jugoslavo e infatti il nome dato a questa azienda fu Kraš, che era il cognome di un dirigente comunista ucciso dagli ustascia nel 1941.
Nel 1992 con la liberalizzazione del mercato croato e la fine della dittatura comunista, la Kraš diventò una società per azioni con un capitale di circa 135.769.000 DM e nel 1997 la società ottenne il certificato ISO 9001.
Nel 1999 la società spese 100.000 DM per modernizzare e migliorare la produzione dolciaria. Tra il 2003 e  2004 la società Kraš acquisì pure MIRA, la più grande produttrice di biscotti e wafer in Bosnia ed Erzegovina, organizzando 7 punti vendita in Serbia-Montenegro. Dal 2013 in poi il fatturato aziendale è diminuito quindi i dirigenti sono stati costretti a licenziare molti dipendenti.
Nel 2019 quest'azienda è stata acquisita dal gruppo aziendale Mesna industrija Braća Pivac, che è guidato dai fratelli Pivac.

## Prodotti
Tra i prodotti più noti ci sono le cioccolate al latte Dorina, torrone e cioccolatini Bajadera, le caramelle KiKI, Bronhi e 505 sa crtom, i biscotti Domaćica, merendine salate Vic, le note barrette a forma di banane al cioccolato Bananko, nonché la torta Vražija torta.